# Jamske poslikave
Jamske poslikave so podobe na stenah in stropu jam, večinoma iz prazgodovine. Najzgodnejša umetnost v Evropi sega v aurignaciensko obdobje pred približno 40.000 leti in je v jami El Castillo v Kantabriji v Španiji.
Jamskim poslikavam se pogosto reče tudi stenske poslikave, saj so ostanke slik našli tudi na previsnih stenah in skalah oziroma zunaj jam. Zaradi vremenskih vplivov pa se večina teh slik ni ohranila. Slike v jamah so se ohranile, ker so bile pogosto zasute in tako zaščitene pred večjimi spremembami vlage in temperatur. 

## Zgodovina odkrivanja

### Starost
Skoraj 340 jam so do zdaj odkrili v Franciji in Španiji, ki vsebujejo prazgodovinsko umetnost. Sprva je bila starost podob sporna, saj lahko metode, kot je radiokarbonsko datiranje, dajo zavajajoče rezultate, če so starejši vzorci kontaminirani z novejšim materialom. Vendar je kasnejša tehnologija omogočila točnejše datiranje tako pigmenta kot sledi gorenja na stenah. Izbira predmetov (likov) lahko tudi pomaga določiti čas nastanka. Na primer: severni jeleni upodobljeni v španski jami Cueva de las Monedas postavljajo risbe v zadnjo ledeno dobo. 
Najstarejša znana jamska umetnost prihaja iz jame El Castillo v severni Španiji in sega vsaj 40.800 let nazaj. Je okoli 5-10.000 let starejša od primerov iz Francije. Zaradi svoje starosti nekateri znanstveniki domnevajo, da so slike izdelali neandertalci.
Druga najstarejša znana jamska umetnost je v jami Chauvet v Franciji, slike naj bi bile izpred 30.000 pr.n.št. (paleolitik), kar so določili z radiokarbonskim datiranjem. Datumi radiokarbonske datacije teh vzorcev kažejo, da sta bili dve obdobji ustvarjanja: pred 35.000 leti pred 30.000 leti. Leta 2009 so jamarji odkrili risbe v jami Coliboaia v Romuniji, slogovno primerljive s tistimi iz Chauveta, starost slik naj bi bila okoli 32.000 let.
V Avstraliji so jamske poslikave našli na planoti Arnhem Land in prikazuje živali, za katero mislijo, da so izumrle že pred več kot 40.000 leti. Druga avstralska lokacija je Nawarla Gabarnmang in ima risbe narisane z ogljem, ki so jih radiokarbonsko datirali na 28.000 let.

### Teme in vzorci
Najpogostejše teme jamskih poslikav so velike divje živali kot so bizon, konj, jelenjad in odtisi človeških rok, kakor tudi abstraktne forme. Ugotovljene vrste so bile najpogosteje primerni za lov, vendar ni nujno da so bili tudi tipična žrtev, glede na to katere kosti so našli. Risbe ljudi so bile redke in so običajno shematične v primerjavi z natančnejšimi in naturalističnimi podobami živali in predmeti. Eden od razlogov za to je lahko, da je bilo realistično slikarstvo človeških oblik »prepovedano z močnim verskim tabujem«.
Pigmenti, ki so jih uporabljali so rdeč in rumen oker, hematit, manganov oksid in oglje. Včasih je obris živali zarezan v skalo. V nekaterih jamah so vse ali večina slik gravirana, kar ni ravno definicija za »jamsko sliko«.
Podobe živali so najpogosteje vklesane in vgravirane v kosti ali slonove kosti (manj pogosto v kamen) in so ti predmeti iz istih obdobij.
Sem sodi tudi skupina figuric Vener, ki predstavljajo prvo paleolitsko kiparsko mojstrovino.

### Namen poslikav
Najpogostejši motivi so živalski, ponekod pa najdemo tudi odtise oziroma obrise rok, ki veljajo za podpise. Teorij o namenu poslikav je več. Dokazi kažejo, da niso zgolj dekoracije bivalnih prostorov, saj jame, v katerih so bile najdene, nimajo znakov stalnega bivališča. Prav tako so pogosto na delih jam, ki niso zlahka dostopni. Nekatere teorije pravijo, da bi lahko bile jamske poslikave način komuniciranja z drugimi, medtem ko jim druge teorije pripisujejo verski ali obredni namen.
Ena izmed njih je, da so živali naslikali pred prvim lovom dečkov, ki naj bi postali možje. S tem, da so žival naslikali, so si jo hoteli podrediti in jo obvladati. Ta teorija se je razvila iz opažanj, da so živali naslikane ena čez drugo, kot da je tista v ozadju izgubila pomen. Ko je bila že naslikana žival ubita, so naslednjo narisali čez staro. Zanimivo je tudi to, da so živali pogosto upodobljene breje. S tem so si najverjetneje hoteli zagotoviti lov tudi v prihodnosti.
Danes veliko jam sprejme le določeno število turistov na leto ali pa so celo zaprte za javnost. Hitre spremembe temperature in vlage, pa tudi premočna osvetlitev, lahko hitro uničijo krhke, a zelo pomembne poslikave.

## Nahajališča
V Kantabrijskem gorovju najdemo pravo zakladnico jamskih poslikav iz starejše kamene dobe. Severni del Španije, predvsem Galicija, je najzahodnejši del jamskega stenskega slikarstva kamene dobe.
Do konca osemdesetih let so tu odkrili več kot 80 neverjetnih jamskih slik, večino na Pirenejskem polotoku (skupaj 107). Po mnenju strokovnjakov, je večino stenskih poslikav naredil kromanjonec, »naš« homo sapiens, vendar so razlage teh stvaritev zelo različne. V zadnjih stotih letih so nastale številne teorije, ki pa z novimi odkritji večinoma zbledijo. Vsi, od strokovnjakov pa do širše javnosti, zaradi vse bolj natančnih raziskovalnih inštrumentov sodobne znanosti vidijo vse dlje v preteklost. 
Večino opisanih jam je po zaslugi Unesca že na seznamu svetovne dediščine človeštva. Izjema je Chauvetova jama, ki skriva najstarejše znane stenske poslikave. Ljudje se lahko preko skrivnostnih podob jamskih poslikav naučimo še več o svojih koreninah.

### Evropa
Znane jamske slike so na naslednjih lokacijah:
- Lascaux, Francija
- Jama Cussac, Francija
- Pech Merle, blizu Cabrereta, Francija
- La Marche, Lussac-les-Châteaux, Francija
- Jama Chauvet, blizu Vallon-Pont-d'Arc, Francija
- Jama Niaux, Francija
- Jama Cosquer, z vhodom pod morsko gladino blizu Marseilla, Francija
- Font-de-Gaume, v dolini Dordogne v Franciji
- Jama Altamira, blizu Santillana del Mar, Kantabrija, Španija
- Jama La Pasiega, Cuevas de El Castillo, Kantabrija, Španija

Druga mesta so še čeri Creswell, Nottinghamshire, Anglija, (jamske jedkanice in nizki reliefi odkriti v letu 2003), jama Coliboaia v Romuniji in jama Magura v Bolgariji.
Skalno slikarstvo je bilo izdelano tudi na stenah klifov, a jih je malo preživelo zaradi erozije. En primer je skalna podoba Astuvansalmi na območju jezera Saimaa na Finskem.
Ko je Marcelino Sanz de Sautuola prvi srečal slike v jami Altamira v Kantabriji v Španija leta 1879, so akademiki tistega časa menili, da gre za potegavščino. Nedavne obdelave in številna druga odkritja so dokazala verodostojnost, hkrati pa spodbudila zanimanje za umetnost paleolitskih ljudstev.

### Avstralija
Pomembne zgodnje jamske poslikave so našli v Kakaduju v Avstraliji. Oker ni organski material, tako da ogljikovo datiranje teh slik ni mogoče. Zato je letnica nastanka približna, o dobi domnevajo iz vsebine slik, konteksta artefaktov ali organskega materiala zmešanega z anorgansko oker barvo, kot so saje.
Slike iz rdečega okra so odkrili v središču Arnhem Land, kjer sta upodobljena dva emuja z dolgim vratom. Paleontologi so mislili, da je ptica izumrla pred več kot 40.000 leti, vendar je to dokaz, da je teorija sumljiva in tako naj bi Genyornis izumrl kasneje, kot je bilo sprva določeno.
NA Whitsunday Islands so našli presenetljivo število jamskih poslikav. Slike predstavljajo Ngaro ljudi na Hookovih otokih in so nemetaforični, ne-reprezentativni ali abstraktne vsebine. Njihov pomen je skrivnost.

### Indija
Skalna zavetišča Bhimbetka kažejo najzgodnejše sledove človeške prisotnosti v Indiji. Število analiz kažejo, da so bila nekatera od teh zavetišč naseljena več kot pred 100.000 leti. Najstarejše slike na jamskih stenah verjamejo, da so iz obdobja mezolitika in segajo do pred 30.000 let nazaj. Slike iz zadnjega časa, sestavljena iz geometrijskih likov, naj bi bile iz srednjega veka. Narejene so predvsem v rdeči in beli barvi z občasno uporabo zelene in rumene, slike prikazujejo življenje in čas ljudi, ki so živeli v jamah, vključno s prizori ob porodu, plesu in popivanju, verske obrede in pokop, kot tudi avtohtone živali.

### Severna Amerika
Aljaški umetniki plemena Chumash so ustvarili jamske poslikave, ki so v današnji Santa Barbari, Ventura in v okrožju San Luis Obispo v južni Kaliforniji. Med njimi so tudi Burro Flats Painted Cave in jama Chumash.
Obstajajo tudi indijanski piktogrami v jamah SZ Združenih državah Amerike. Jamska umetnost, ki je stara 6000 let, je bila v regiji Cumberland Plateau v Tennessee.

### Južna Amerika
Serra da Capivara National Park je nacionalni park na severovzhodu Brazilije z mnogo prazgodovinskimi poslikavami in je bil ustanovljen za zaščito prazgodovinskih artefaktov in slike. Je postal del svetovne dediščine leta 1991. Najbolj znano arheološko najdišče je Pedra Furada.
Cueva de las Manos je jama, ki je v provinci Santa Cruz v Argentini, znotraj meja narodnega parka Francisco Moreno P. Tukaj so upodobitve človeka, gvanake, mačk in drugih živali, kot tudi geometrijske oblike, cikcak vzorce in lovske prizore. Za lovske risbe ocenjujejo, da so stare več kot 10.000 let.

### Jugovzhodna Azija
Obstajajo skalne poslikave v jamah na Tajskem, Maleziji, Indoneziji in Burmi. Vzdolž tajsko-burmanske meje, v območju Petchabun na Tajskem in v Nakorn Sawan provinci so galerije skalnih slik. V Maleziji so najstarejše slike na Gua Tambun v Perak, v jami Niah stare 1200 let. Antropolog Ivor Hugh Norman Evans, ki je obiskal Malezijo v začetku leta 1920 je ugotovil, da nekatera plemena še vedno delajo jamske poslikave.
V Indoneziji so znani odtisi rok v jami Maros v Sulawesiju. 1500 negativnih odtisov rok in 30 poslikanih jam so našli v območju Sangkulirang, Kalimantan. Predhodno datiranje kaže na starost okoli 10.000 let.
V jamah Padah - Lin v Burmi so našli 11.000 let stare slike in številna skalna orodja.

## Izdelava slikarij
Pri ustvarjanju takih slikarij so tedanji ljudje verjetno uporabljali naravna barvila, kot npr. okro in oglje, za vezivo pa so uporabili rastlinske in živalske maščobe. Velika skrivnost pa je, kakšen način razsvetljave so uporabljali, saj so bakle in lojenke, s katerimi so si sicer svetili ljudje tistega časa, oddajale mnogo saj in dima, na kamnitih stenah Altamire pa niso našli niti madeža saj.

## Altamira
Je podzemna jama, ki je v gorah severne Španije. Je ena najpomembnejših poslikanih jam. 
Najlepše slikarije najdemo le na stropu majhnega dela jame. V letih 1875 do 1880 jih je prva odkrila hči arheologa don Marcelina de Sautuole, ki je jame proučeval. Ob objavi izsledkov njegovih raziskav so bile slike proglašene za ponaredke in šele v začetku tega stoletja so jih priznali za pristne. Da so slike stare okoli 20 tisoč let, so dokazali z analizo oglja, s katerim so bile podobe narisane. 
Slikarije prikazujejo živali, med katerimi prevladuje bizon, vrezane podobe, negativne odtise rok, pa tudi nekaj orodja in ostanke ognjišč. Raziskovalcem se ob proučevanju podob v tej jami porajajo vedno nova vprašanja. Še vedno ne vedo, ali so te podobe služile kakemu namenu ali pa so bile zgolj okras. Prav tako ne vedo, ali so tedanji ljudje nanje gledali kot na umetnost in ali je vse ustvaril en sam umetnik.

## Mamutske jame
Ležijo v zvezni ameriški državi Kentucky ob mestecu Cave City. Kot nam pove že njihovo ime, je s 336 miljami raziskanih podzemnih poti, rovov in jam največja jama na svetu. Je druga najstarejša turistična atrakcija (prva so Niagarski slapovi) v ZDA z organiziranim vodenjem že od leta 1816. V preteklosti je bila pomemben vir solitra za izdelavo smodnika.
Jama se je začela oblikovati pred 350 milijoni let. Voda je skozi stoletja izdolbla široke votline, ozke predore, stebre, drugje je ustvarila stalaktite in stalagmite različnih barv ali pa bele bleščeče kristale, ki krasijo nekatere pasaže in sobane. 
Okoli leta 1798 je jamo odkril lovec, ki je sledil ranjenemu medvedu. Drugi obiskovalci 19. stoletja so v jami naleteli tudi na bakle, odvržene mokasine in celo nekaj mumificiranih trupel, starih 4000 let. Stoletja so se ohranili v suhem in hladnem jamskem okolju. 
Mumije so v tistih časih postale potujoče atrakcije, bogatejši ljudje pa so romali v slavno jamo na pustolovske izlete. Danes boste na ogledu jame videli le še označena mesta, kjer so našli mumije, npr. 'Izgubljeni John' z ogrlico iz školjk.
Turisti se lahko seznanijo z zgodovino osupljive geološke sestave jame, njenega raziskovanja in miniranja, plujejo del poti s čolni po podzemni reki, pustolovci pa se lahko v polni jamarski opremi in brez podzemne razsvetljave podajo po neuhojenih stezah in se plazijo skozi ozke blatne predore.

## Chauvetova jama
Chauvetova jama je bila odkrita decembra 1994. Odkritje treh francoskih jamarjev je povzročilo pravi šok in sicer iz več razlogov. Jama je sestavljena iz kilometrskih nizov podzemnih jam in je enkrat starejša od znamenitih tekmic Altamire in Lascaux. Podobe na njenih stenah so bile naslikane približno 30.000 let pred našim štetjem in so s tem najstarejše doslej odkrite stenske poslikave.
Že jamski motivi v Altamiri in Lascaux so ob svojem odkritju predstavljali senzacijo. Toda “slikarje” neverjetne galerije živali v Chauvetovi jami od zanamcev v Altamiri (približno 15.000 pr. n. št.) loči toliko tisočletij kot sodobnega človeka od slikarjev Altamire. Ta ugotovitev je zaradi takšnega časovnega prepada med do takrat znanimi najdbami obrnila na glavo vse predstave o razvoju človeka in umetnosti.
Jamarje in arheologe so že ob prvih obiskih očarale upodobitve živali v rdečih in zlato rumenih odtenkih. Plastičnost je bila prikazana tako, da so bolj oddaljene živali v čredi narisali s šibkejšimi potezami, uporabljali pa so celo senčenje. Vse to je predstavljalo veliko bolj prefinjen likovni dosežek od podobnih že znanih motivov.
Tako kot drugje so tudi tukaj upodobljene predvsem živali (okoli tristo), npr. konji, jeleni in bizoni, pa tudi levi, medvedi, mamuti, kozorogi in divje mačke.